# Agrias tiemanniae
Agrias tiemanniae är en fjärilsart som beskrevs av Schultze-rhonhof 1938. Agrias tiemanniae ingår i släktet Agrias och familjen praktfjärilar. Inga underarter finns listade i Catalogue of Life.